# سیارک ۱۶۱۶۶
سیارک ۱۶۱۶۶ (به انگلیسی: 16166 Jonlii، نامگذاری:2000AQ84) شانزده هزار و صد و شصت و ششمین سیارک کشف شده‌است که در ۵ ژانویه ۲۰۰۰ کشف شد.
قدر مطلق سیارک برابر ۱۳.۵ است.